# رشاد أذن الفأر
رشاد أذن الفأر أو رشاد ثال (الاسم العلمي: Arabidopsis thaliana)، هو نوع من النباتات يتبع جنس رشاد الصخر ضمن فصيلة الكرنبية. وهي نباتات زهرية صغيرة وتعتبر إحدى أهم النباتات في دراسة تطوير النبات، يعدّهُ العلماء فأر التجارب النباتي. ينجز دورةَ حياته في مدةٍ قصيرة لا تتجاوز ستةَ أسابيع. انطلقت شعبيته من صغرِ مكوِّنه الجينومي.

## الوصف
هو نبات حولي منخفض قلما يرتفع إلى نصف متر يتراوح طوله ما بين 20 إلى 25 سم. الأوراق تُشكّل دائرة قوسية حول السوق المنتصب في قاعدة النبات، مع بضعة أوراق صغيرة على الجذعِ المُزهر. الأوراقَ الأساسيةَ خضراء إلى ارجواني بطول من 2 إلى 3 سم. مسننة الحواف بشكل خشن والأوراق والجذع مُشْعِرة بشكل رقيق. الزهورَ بيضاء بقطر ثلاثة ملم، أما الثمار عبارة عن قرون يحتوي كل قرن بحدود ثلاثين بذرة أو أكثر قليلاً.

## الموطن
تقطن في أوروبا، آسيا، وشمال غرب أفريقيا، من جنوب الجُزر البريطانية إلى المغرب
وشرقاً إلى اليابان ومن المنطقة الجنوبية الشرقية إلى شمال الهند.

## التصنيف
وُصف هذا النوع لأول مرة في جبال هارز عام 1577 بواسطة جوهانيس ثال وهو طبيب من نوردهاوزن في ألمانيا. في 1753 قام كارولوس لينيوس بوصف النبات وتسميته باسمه العلمي الحالي نسبةً إلى جوهانيس ثال. وفي عام 1842 قام العالم الألماني غوستاف هينهولد بوصف جنس يتبعه هذا النوع ليكون تابعاً له.

## الدراسات
يُعتبر أفضلَ نباتٍ لاختبارِ تَسلسلِ الجينوم، مكونًا وسيلةً ميسرةً لفهمِ حركيةِ الجزيئات، الممثِّلة للبيولوجيا الجزيئية المستعملة في دراسةِ تقنيات تكوُّنِ الأعضاء، وتكوُّن المجموعِ الوبري، وتكوينِ الخلايا الناشرةِ للضوء، والوراثة غيرِ المندلية، وتفاعلاتِ النبات مع العواملِ المرضية، والانقسامِ المنصف، وحالة ذاتية التلقيح، وتعاقبِ الأجيالِ وتقانةِ السوائلِ الدقيقةِ التي ظهرتْ في بداية عام 1980.
أصبح هذا النوع من النباتات نموذجاً لزراعة عِلْمِ الأحياء الحيواني والنباتي، وثبت أنه كائن حي مثالي لدراسة تطوير النبات. للنبات أصغر عدد كروموسوم ومن هنا جاءت أهميته ككائن حي نموذجي ليستعمل كنموذج لدراسات علم النبات والوراثة كالفئران للعلوم الحيوانية.
فهو يستعمل كنموذج لفهم العلم الوراثي والعلم الخلوي وعلم الأحياء الجزيئي للنباتات المزهرة، فهو ذو حجم مورث صغير وتخطيط تسلسل وراثي بسيط كنوع بالإضافة إلى كونه صغير الحجم وسريع النمو ويمكن زراعة عدة أجيال منه في موسم واحد فهو لا يأخذ أكثر من ستة أسابيع بين زراعة بذرته وحصاد منتوجه وهو سهل ويتقبل الزراعة في مساحة صغيرة. أول من لاحظ ووثق معلومات عن هذا النبات هو ألكسندر براون عام 1873 لكنه لم يدخل المخابر بشكل جدي حتى العام 1943
وتم عام 1990 عزل الجين المورث وتم استنساخه، الاستاذ فريدريك لاباخ والذي يعرف بالأب لرشاد أذن الفأر نشر عام 1907 عدد كروموسومَاته واقترحه ككائن مخبري، وقد أجرت تلميذته النشيطة أرنا ريناهولز أطروحتها لنيل الدكتوراه على هذا النبات، واصل لاباخ بحوثه وساعده ألبرت كرانز، ثم تلاهما عدد لا بأس به من العلماء أمثال جون لانجريدج وجورج ريدي.
وقد أقيم أول مؤتمر علمي حول النبات عام 1964، وفي الثمانينات من القرن العشرين دخل من الباب العريض إلى غالبية مخابر العالم وقد رشح معه لنيل هذه الميزة كل من التبغ والذرة الصفراء وزهر البيتونيا، فشل التبغ والبيتونيا من بداية الطريق واستمرت الذرة كمنافس لكنه تغلب عليها في النهاية.